# Ranganathan
Shiyali Ramamrita Ranganathan (in tamil சியலி ராமாமிருத ரங்கநாதன்; Sirkali, 9 agosto 1892 – Bangalore, 27 settembre 1972) è stato un bibliotecario e matematico indiano.
S. R. Ranganathan è il padre della biblioteconomia indiana, è autore di una sessantina di monografie e di 1.500 articoli scientifici ed è universalmente conosciuto per la formulazione delle cinque leggi della biblioteconomia (pubblicate nella sua opera prima e più importante: Le cinque leggi della biblioteconomia, 1931) e per la creazione della Classificazione Colon, una classificazione a faccette. Le cinque leggi rappresentano la formulazione più celebre del suo pensiero biblioteconomico, per la loro espressività, per la loro universalità e per la loro estrema capacità di sintesi.

## Biografia
Ranganathan nasce a Shiyali (odierna Sirkali) ed è il figlio primogenito di Ramamrita Ayyar (1866-1898) e di Seethalakshmi (1872-1953). Il padre è un brahmino, è benestante ed è una persona rispettata del villaggio. Ranganathan riceve una ottima istruzione fin dai primi anni di vita e, alla morte prematura del padre, è assistito negli studi da un maestro amico di famiglia. L'istruzione procede bene, anche malgrado un'interruzione degli studi dovuta a motivi di salute. Nel 1909 si iscrive al Madras Christian College e ottiene il primo diploma nel 1913. Il suo insegnante e mentore prof. Edward B. Ross lo dissuade dall'entrare nel mondo del lavoro e gli fa un prestito d'onore affinché prosegua gli studi di matematica, che concluderà nel 1916. La figura del matematico Edward B. Ross è fondamentale per la formazione di Ranganathan: questi gli sarà grato tutta la vita e lo dimostrerà non solo dedicandogli la sua più importante opera di classificazione, ma anche portando ovunque con sé nei suoi viaggi il suo ritratto.
Il 9 luglio 1917 inizia la sua carriera di insegnante di matematica presso il Government College di Madras. L'insegnamento prosegue poi al Government College di Coinbatore (dal 1920) e al Presidency College di Madras. Dal 1921 al 1923 Ranganathan è anche segretario della Mathemathics and Science Section della Madras Teachers' Guild e nel 1923 tiene delle lezioni universitarie sulla teoria dei gruppi a Madras. In questo periodo progetta e inizia a studiare e raccogliere i materiali per il suo unico lavoro matematico, dedicato a Srinivasa Ramanujan, che uscirà nel 1967. La passione per la matematica non verrà meno neanche quando Ranganathan cambierà completamente il proprio ambito professionale dedicandosi, a partire dal 1924, alle biblioteche. Nel periodo 1928-1934 è ancora tesoriere della Indian Mathematical Society, ma anche se Ranganathan abbandona l'ambito professionale della matematica, la mentalità acquisita costituisce la vera base del suo approccio alla biblioteconomia, che fonda come scienza grazie alla formulazione delle leggi.
Dal 1924, per motivi economici, Ranganathan assume l'incarico di Bibliotecario della Madras University Library; il lavoro del bibliotecario gli sembra insopportabile, privo di stimoli e di sfide intellettuali e cerca presto di abbandonarlo. Si convince del contrario soltanto quando intraprende un viaggio di studio in Inghilterra (1924-1925), dove frequenta una scuola di biblioteconomia e viene a contatto con i migliori pensatori del tempo. Lega in particolare con William Charles Berwick Sayers, i cui stimoli didattici, disciplinari e intellettuali lo spingono a cercare nuove strade nell'ambito della classificazione bibliografica. Già durante il soggiorno di studio presso la Public Croydon Library di Londra, Ranganathan inizia a ideare e a progettare la Classificazione Colon.
Dal 1925 al 1945 Ranganathan serve come Bibliotecario della Madras University Library; in questo periodo avvia la pubblicazione di un notevole numero di opere di biblioteconomia, di cui l'India è completamente priva a quel tempo. Il carattere spigoloso di Ranganathan non è sufficiente a bilanciare le sue incredibili doti intellettuali e professionali; nel 1945 è costretto a lasciare l'incarico a Madras e a trasferirsi a Benares. Qui rimane soltanto due anni, perché presto riesce a trasferirsi a Delhi, dove ottiene un incarico che gli permette di dedicarsi interamente alla ricerca e all'insegnamento e di lasciare il lavoro professionale in biblioteca. Tra il 1954 e il 1957 è a Zurigo, in parte per seguire gli studi del figlio Yogeshwar (1932-), in parte per poter sviluppare e mantenere meglio i rapporti scientifici internazionali che ha maturato nel frattempo.
Dal 1957 al 1972, anno della sua morte, si trasferisce a Bangalore, dove è l'animatore di un circolo di studiosi e intellettuali dedito alla teoria della biblioteconomia e della classificazione in particolare. In questo periodo fonda la Sarada Ranganathan Endowment for Library Science (1961), sviluppa le proprie idee e aggiorna le sue opere, lavorando fino all'ultimo, soprattutto alla Classificazione Colon.

## Le cinque leggi della biblioteconomia
Nella visione di Ranganathan, le leggi della biblioteconomia sono i principi che possono spiegare, con un approccio tanto deduttivo che induttivo, tutti i fenomeni della biblioteconomia. Le cinque leggi che egli pone a fondamento dell'intera biblioteconomia sono:
- I libri sono fatti per essere usati
- Per ogni lettore c'è un libro
- Per ogni libro c'è un lettore
- Risparmia tempo al lettore
- La biblioteca è un organismo che cresce

Le leggi sono state elaborate da Ranganathan come fondamento del metodo scientifico per la biblioteconomia (Library Science), che fino a quel momento era considerata solo un'arte (Librarianship). La formulazione di principi che possono spiegare i fenomeni è, secondo Ranganathan, il presupposto per la fondazione di una disciplina come scienza. Per esempio, secondo Ranganathan il servizio di reference in biblioteca trova la sua ragione nella seconda legge; se si vuole garantire che ogni singolo lettore possa entrare in contatto con il libro più adatto alle sue necessità specifiche in quel momento (il "suo" libro) è necessario che intervenga e che lo assista una persona professionalmente preparata per farlo. Il servizio di reference si fonda nella seconda legge, quindi. Ma, in quanto fenomeno osservabile nelle biblioteche, è anche un dato che consente di indurre la seconda legge: il fatto che le biblioteche abbiano sviluppato nel tempo il servizio di reference mostra cioè la ragione d'essere della seconda legge.
Ranganathan espone questa tesi nella sua opera prima e dimostra di mantenere fede a questa impostazione premettendo nelle pagine iniziali di tutte le sue opere successive, le formule delle cinque leggi. L'opera Le cinque leggi della biblioteconomia è un archetipo, secondo Ranganathan, e tutte le sue opere successive - che trattano per esempio di acquisizioni, di organizzazione, di catalogazione, di classificazione, di servizio di reference, ecc. - non sono per lui che un'ulteriore spiegazione e precisazione della prima.

## La Classificazione Colon
Ranganathan sviluppò inoltre una classificazione bibliografica a faccette, la Classificazione Colon, in alternativa alle classificazioni enumerative tradizionali come la Classificazione decimale Dewey, la Library of Congress Classification e la Expansive Classification di Charles Ammi Cutter, che aveva studiato con W.C. Berwick Sayers e che considerava insoddisfacenti perché non erano in grado di garantire numeri di classe coestesi ai soggetti in molti casi. Ranganathan si era reso conto infatti che la specializzazione degli studi e il rapido incremento della produzione scientifica e bibliografica aveva reso indispensabile sistemi di classificazione bibliografica in grado di organizzare non solo risorse con un soggetto (inteso come "un corpo organizzato e sistematizzato di idee") semplice (per esempio, "Agricoltura", "Matematica", "Adolescenti", "Amicizia", "Esistenzialismo") ma soprattutto risorse con soggetti composti da due o più concetti (per esempio, "Agricoltura in India" o "Amicizia negli adolescenti", o ancor più complessi come "Storia della matematica in India nel XIX secolo").

## Opere principali
- Shiyali Ramamrita Ranganathan, The Five Laws of Library Science, Chennai, Madras Library Association, 1931.
- Shiyali Ramamrita Ranganathan, Colon Classification, Madras, The Madras Library Association, 1933.
- Shiyali Ramamrita Ranganathan, Reference Service, 2. ed., London, Asia Pub. House, 1961.
- Shiyali Ramamrita Ranganathan, Ramanujan. The Man & the Matematician, Bombay, Asia Pub. House, 1967.
- Shiyali Ramamrita Ranganathan, Prolegomena to Library Classification, 3. ed., Bangalore, Sarada Ranganathan Endowment for Library Science, 1967.
- Shiyali Ramamrita Ranganathan, A librarian looks back. An Authobiography of Dr. S.R. Ranganathan, New Delhi, ABC Publishing House, 1992, ISBN 81-7123-048-2.

## Opere tradotte in italiano
- Shiyali Ramamrita Ranganathan, Il servizio di reference, a cura di Carlo Bianchini, Firenze, Le Lettere, 2009, ISBN 978-8860873095, SBN TSA1264529.
- Shiyali Ramamrita Ranganathan, Le cinque leggi della biblioteconomia, a cura di Laura Toti, Firenze, Le Lettere, 2010, ISBN 978-88-6087-330-9, SBN USM1870034.